# René Obst
Pour les articles homonymes, voir Obst.
René Obst est un coureur cycliste allemand né le 21 juin 1977 à Görlitz.

## Palmarès
- 2000
  - 2e du Rund um Berlin
- 2001
  - 7e étape de la Vuelta a la Independencia Nacional
  - 5e et 7e étapes du Tour de la mer de Chine méridionale
- 2002
  - 3e étape du Tour de Gironde
  - 5e et 6e étapes du Tour de la mer de Chine méridionale
  - 5e étape du Tour de Brandebourg
- 2003
  - 3e étape du Tour de Brandebourg
- 2006
  - Tour du Harz
  - Grand Prix de la ville de Zottegem
  - 3e étape de l'OZ Wielerweekend
- 2008
  - 10e étape du Tour de Cuba
- 2009
  - Tour de Sebnitz
  - 3e du Tour du Sachsenring
- 2010
  - 2e étape du Czech Cycling Tour

## Classements mondiaux
| Année            | 2006 | 2007 | 2008 |
| ---------------- | ---- | ---- | ---- |
| UCI Europe Tour  | 180e | 220e | 877e |
| UCI America Tour |      |      | 254e |